# Pierre Ringel
Pour les articles homonymes, voir Ringel (homonymie).
Pierre Ringel est un acteur français né le 1er mai 1922 à Montreuil-sous-Bois et mort le 5 avril 1953 à Chartres.

## Biographie
Pierre Ringel a dirigé la Compagnie des 4 qui effectua en Afrique noire, de décembre 1949 à juillet 1950 , une tournée relatée dans son livre Molière en Afrique noire.

## Filmographie
- 1941 : Premier Rendez-vous d'Henri Decoin (non crédité)
- 1941 : Montmartre-sur-Seine de Georges Lacombe (non crédité)
- 1942 : Les Inconnus dans la maison d'Henri Decoin : Daillat
- 1943 : Lucrèce de Léo Joannon : un collégien
- 1944 : L'Ange de la nuit d'André Berthomieu
- 1944 : Le Carrefour des enfants perdus de Léo Joannon (non crédité)
- 1944 : L'Enfant de l'amour de Jean Stelli
- 1946 : Vive la liberté de Jeff Musso
- 1946 : Leçon de conduite de Gilles Grangier (non crédité)
- 1948 : Les amoureux sont seuls au monde d'Henri Decoin : le marchand de porte-bonheur
- 1949 : Le Cœur sur la main d'André Berthomieu : premier homme
- 1949 : Vient de paraître de Jacques Houssin : Henri
- 1950 : Menace de mort de Raymond Leboursier

## Publication
- Molière en Afrique noire ou le Journal de 4 comédiens, lettre-préface de Louis Jouvet, Presses du Livre Français, 1951